# Caledonian Brewery

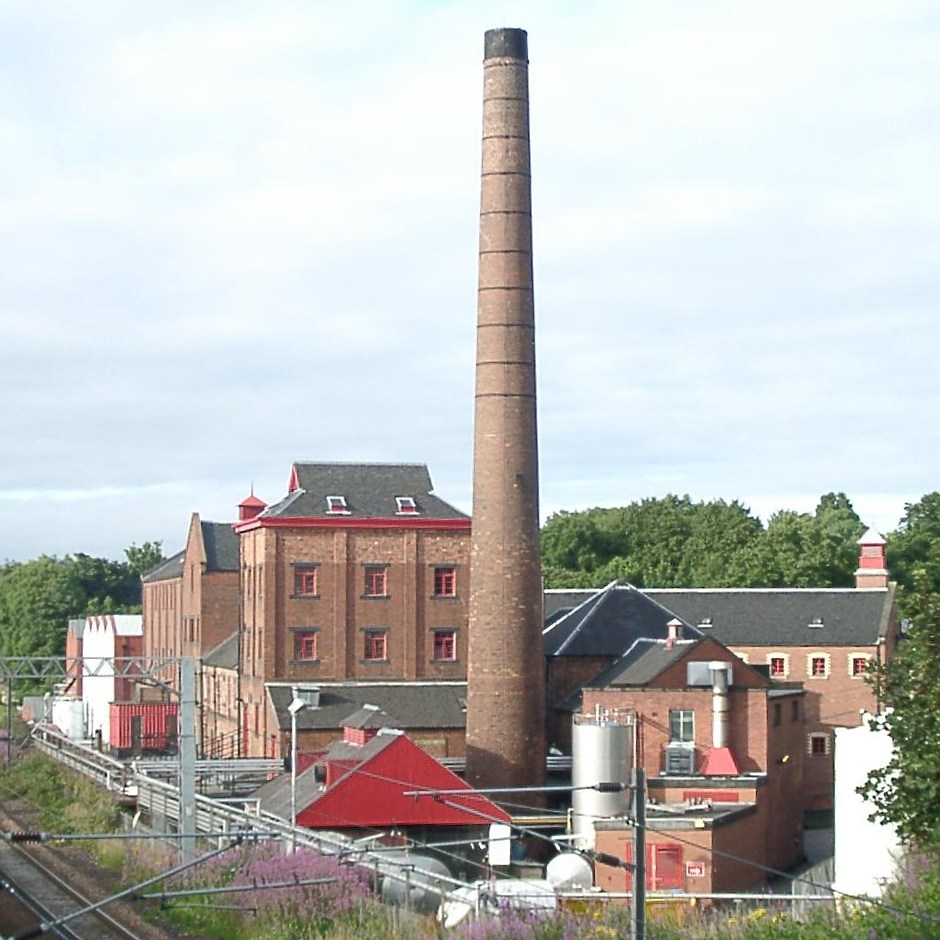
Die Caledonian Brewery in Edinburgh

Die Caledonian Brewery ist eine im Jahr 1869 gegründete Brauerei in Edinburgh, Schottland. Sie ist nicht zu verwechseln mit der ehemaligen Caledonian Distillery.
Die Brauerei hieß ursprünglich Lorimer and Clark Caledonian Brewery, benannt nach ihren beiden Gründern, George Lorimer und Robert Clark.
2004 wurden Grundstück und Betriebseinrichtungen von Scottish & Newcastle erworben. Die Markenrechte gingen an eine neu gegründete Caledonian Brewing Company (CBC), die auch für den Betrieb der Brauerei zuständig war und an der S&N einen Anteil von 30 % hielt. 2008 übernahm Scottish & Newcastle die CBC vollständig. Seit der Übernahme von S&N durch Heineken und Carlsberg im gleichen Jahr gehört die Caledonian Brewery zum Heineken-Konzern.
2022 wurde die Braustätte geschlossen. Die Produktion der Biere erfolgt seither bei der Belhaven Brewery.